# Ngaoundéré
Ngaoundéré ([ngawndere]) est une ville du Cameroun, chef-lieu de la région de l'Adamaoua. Elle a été érigée en communauté urbaine de Ngaoundéré en 2008.

## Géographie

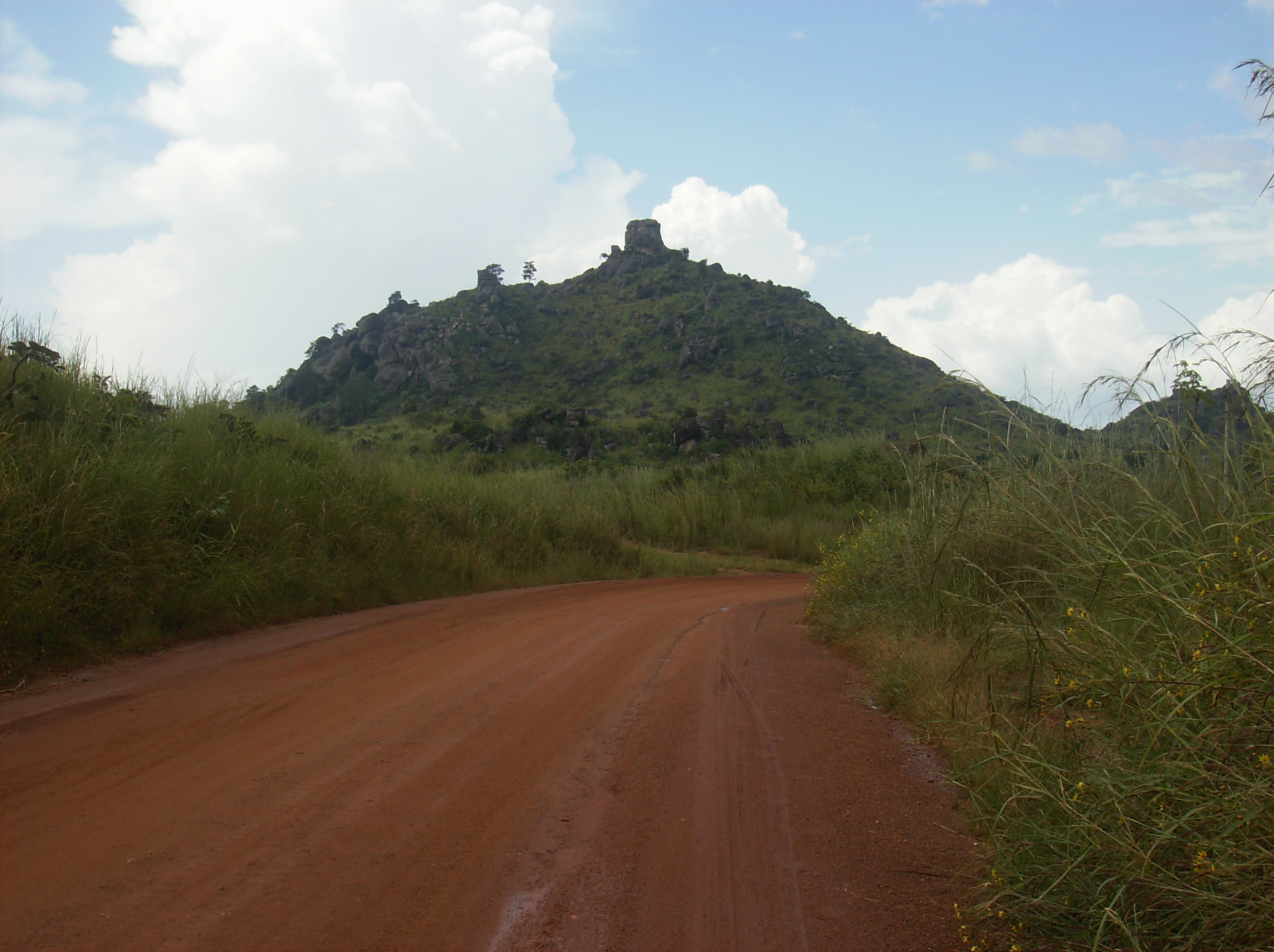
Mont Ngaoundéré

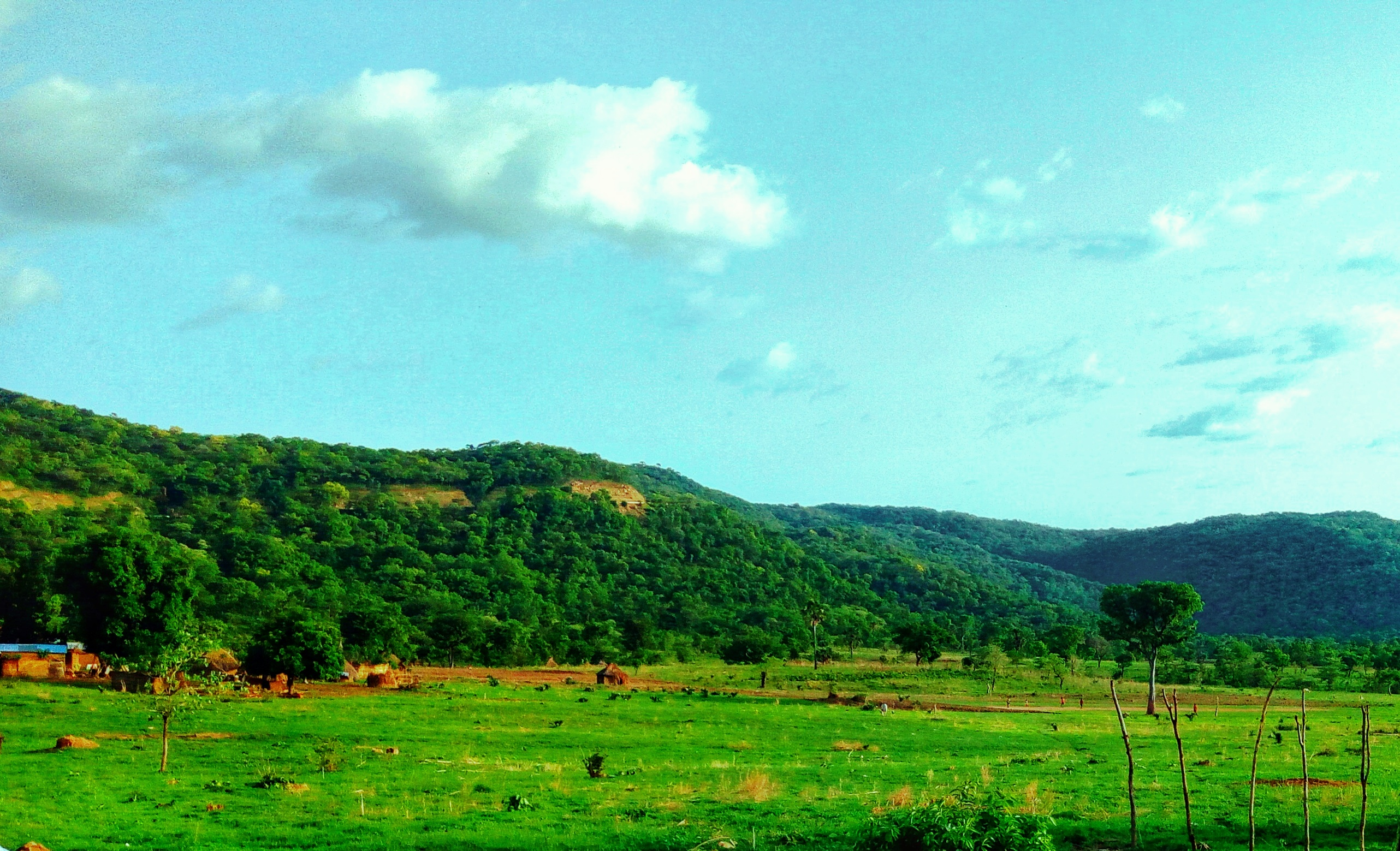
Vue de la falaise de Ngaoundéré

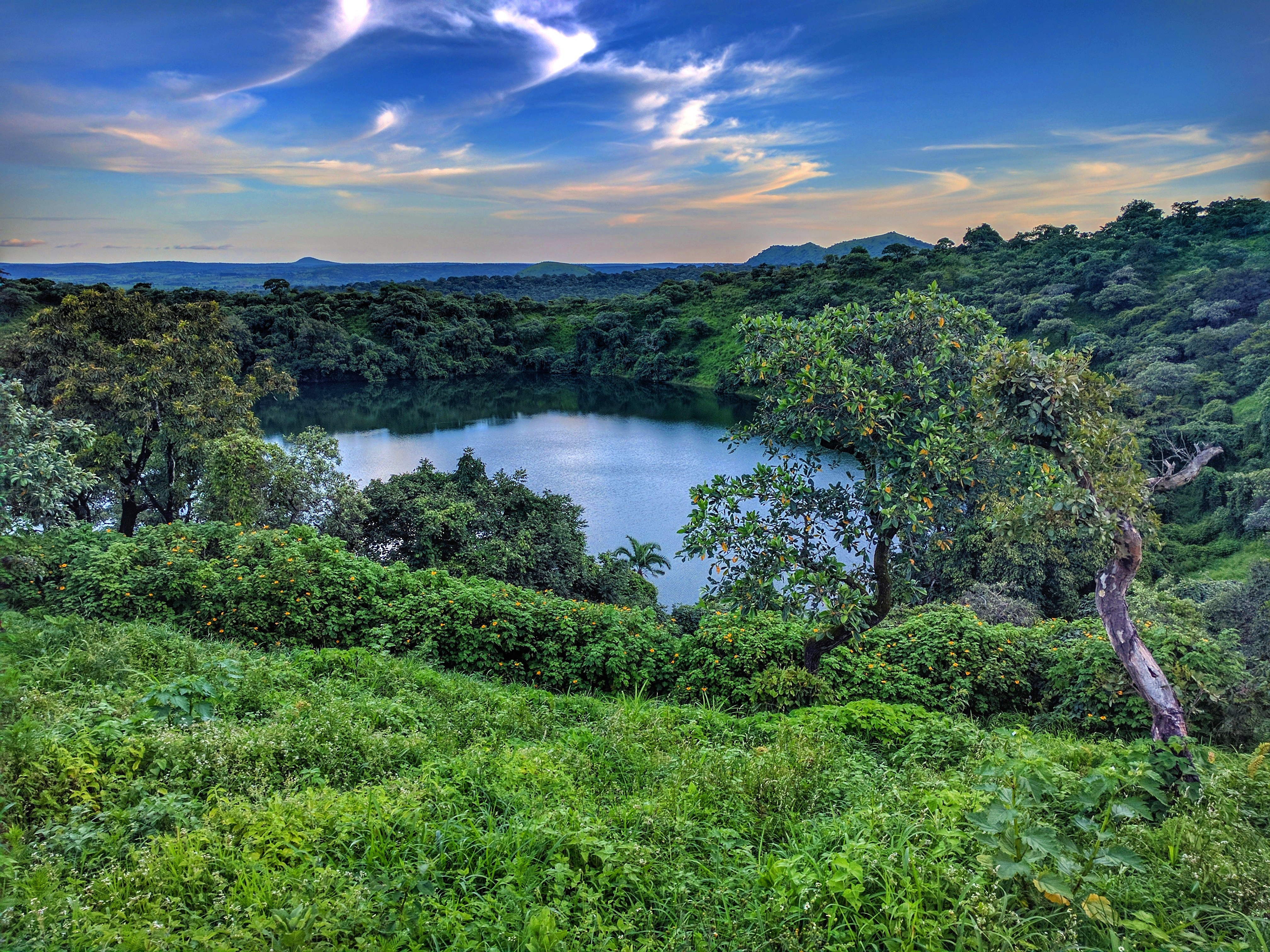
Le lac de cratère de Tizon à Ngaoundéré

La ville se situe au nord de la région dans le plateau de l'Adamaoua. Elle se démarque par un mont sur lequel est assis un rocher arrondi, ce qui fait dire aux gens que Ngaoundéré est le nombril de l'Adamaoua. Ngaw signifie « montagne » et nɗere « nombril » en langue mbum, la langue des premiers habitants. C'est un carrefour important du commerce régional, puisque c'est un passage obligé du transport routier entre les villes du sud du pays et les villes du grand nord. Le chemin de fer venant de Douala a son terminus dans cette ville.

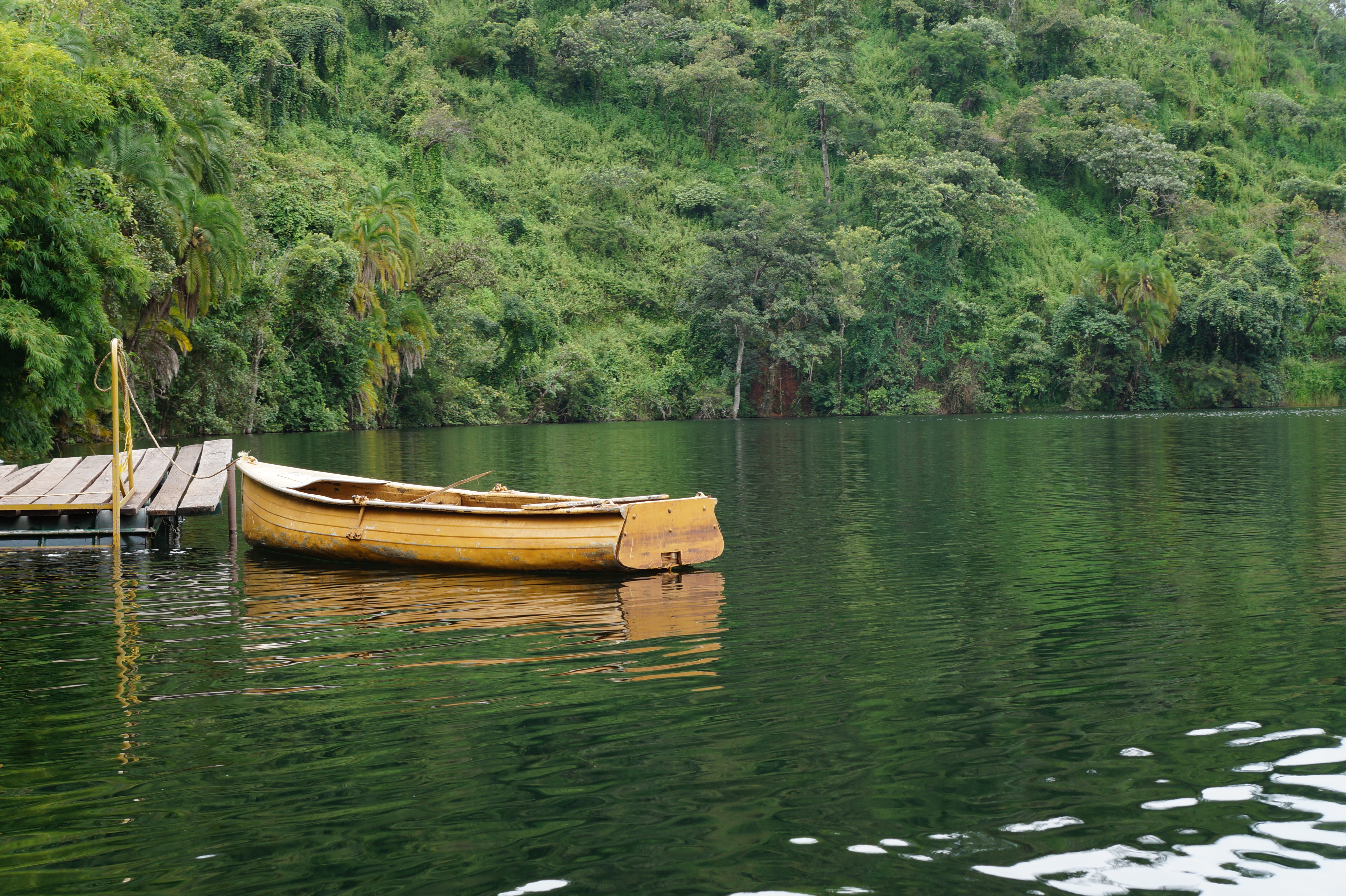
Le lac de Ngaoundaba près de Ngaoundéré

## Climat
Le climat est relativement tempéré, puisque cette zone de savane arborée est située en hauteur. Les variations de température sont assez importantes en saison sèche. L'année est divisée en deux saisons, l'une sèche et l'autre pluvieuse. La saison sèche est marquée par un vent sec venant du nord, l'harmattan, qui se transforme en un vent sec et chaud. La saison des pluies est marquée par des pluies parfois violentes et discontinues.

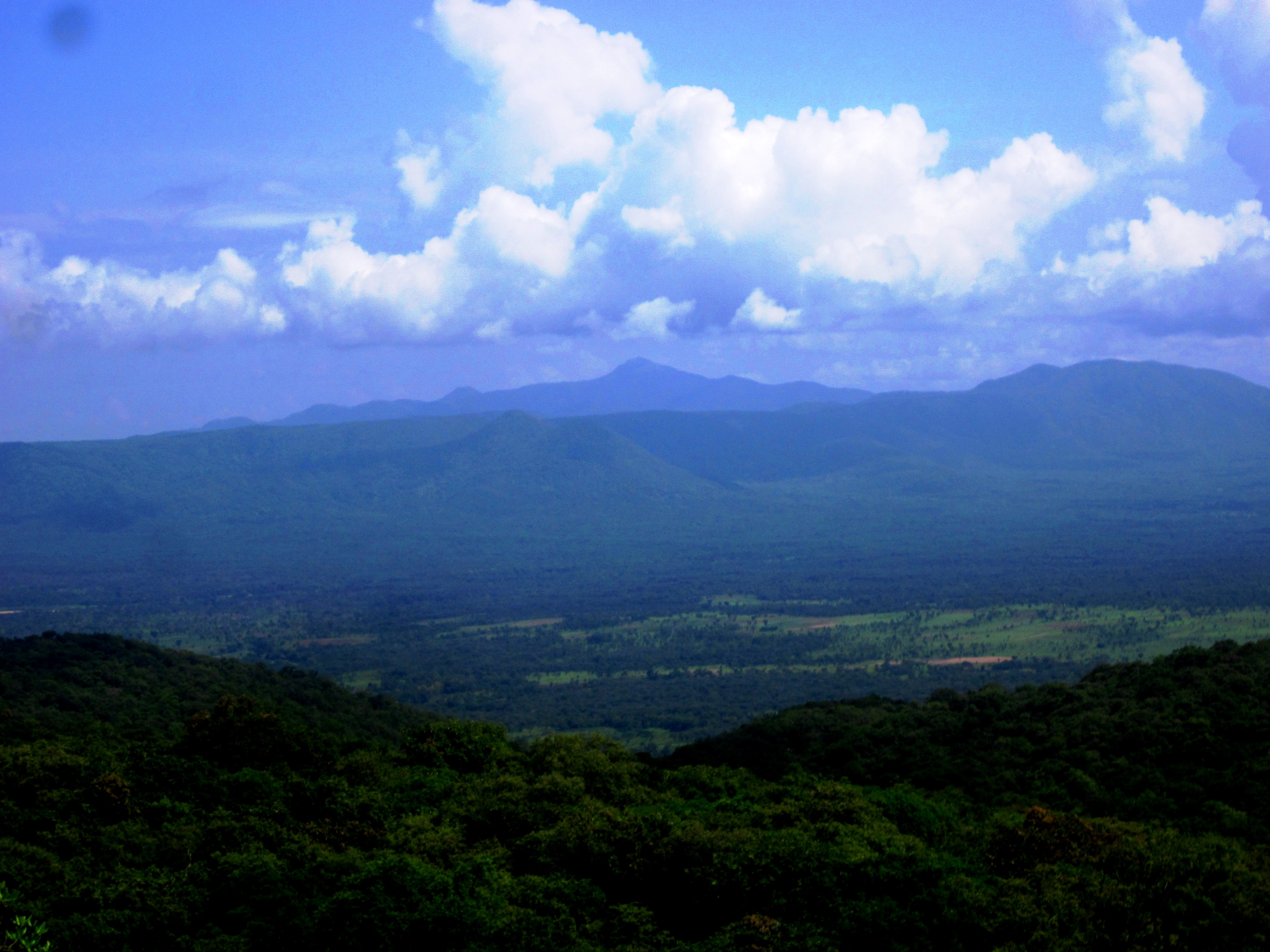
La falaise de Ngaoundéré

## Organisation administrative
Ngaoundéré compte en son sein 3 arrondissements. Elle est aussi le chef-lieu du département de la Vina.

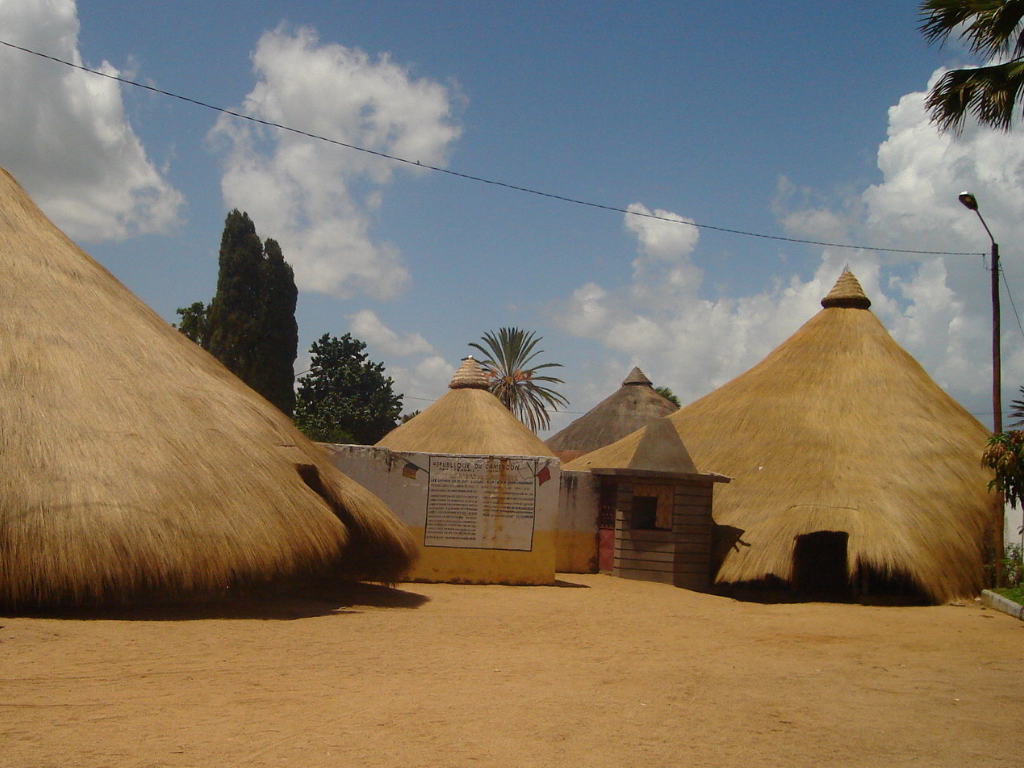
Chefferie de Ngaoundéré

Le 17 janvier 2008, la communauté urbaine de Ngaoundéré a été fondée. Elle comprend les villages suivants :
Ngaoundéré Ier
- Béka-Hossere
- Boumdjere
- Kantalan
- Longtré
- Marma
- Marza
- Mbalam
- Ngaounday
- Wakwa

Ngaoundéré IIe
- Bondjong
- Dara Salam
- Darang
- Margueleng
- Massola
- Mayo Daneyel
- Mbalang-Djalingo
- Mbaoure
- Ndougueleng
- Ngaouhora
- Ngaoussay
- Ngaou-Tbala
- Nord Cifan
- Sabongani
- Selbe-Darang
- Velembaï
- Vogdjom
- Youkou

Ngaoundéré IIIe
- Bambi
- Bini
- Dang
- Dang Ousmanou
- Hore-Bini
- Madjele
- Malang
- Malo-Goni
- Malo-Mbifal
- Manwoui
- Margol
- Naboune
- Tchabal Mounguel
- Beka teingueren
- Tchabal baouro

## Population
L'évolution démographique est relevée par les recensements de la population.
| 1976   | 1987   | 2005    |
| ------ | ------ | ------- |
| 38 800 | 78 000 | 189 800 |

## Influences foulbé, allemande et française
Les Foulbés (forme francisée de fulɓe, « Peul ») constituent l'un des groupes ethniques des plus importants dont la langue est le fulfulde (prononcé foulfouldé). En réalité, on dit pullo pour "un Peul", et fulɓe pour "les Peuls", le français "peul" étant un emprunt au wolof pöl. Les Foulbés sont présents dans toute l'Afrique de l'Ouest, au Cameroun, au Tchad, au Soudan, un peu en Centrafrique, au Congo et plus rarement au Congo RDC. En effet, ce peuple a vécu essentiellement de l'élevage jusqu'à la colonisation. À ce moment, ils avaient fondé deux grands empires : l'empire peul du Macina et l'empire peul de Sokoto. On ne peut parler des Foulbé de l'Adamaoua Cameroun sans parler des Foulbé de l'État d'Adamawa au Nigeria. La quasi-totalité des familles foulbé de l'Adamaoua Cameroun viennent de l'État d'Adamawa au Nigeria. La région de l'Adamaoua Cameroun est traditionnellement et islamiquement dépendante de Yola, la capitale de l'État d'Adamawa. Malgré la frontière des Colons, la tradition est maintenue. Il est vrai aussi que le premier Président du Cameroun, Ahmadou Ahidjo (un Peul), a tôt fait d'affaiblir ces relations au profit d'un Cameroun républicain et souverain.
La langue principale dans tout le grand nord Cameroun reste le fulfulde, qui s'étend peu à peu dans tout le Cameroun en raison d'un fort taux de natalité des Foulbé et d'un nomadisme très avancé. En moins de vingt ans, des années 1980 à 2000, la moitié de la population peule de Ngaoundéré a émigré vers Bertoua, la région de l'Est Cameroun. Les enfants foulbés sont tous musulmans et l'Islam y est enseigné. Dès le bas âge, tout le monde passe par l'école coranique, puis par l'école francophone ou anglophone. L'influence du Nigeria aidant, la plupart des enfants foulbés sont bilingues ou trilingues, car le fulfulde est d'origine presque arabe. La langue française domine comme langue d'enseignement dans les écoles. Il y existe encore quelques bâtiments, anciens témoins du colonialisme allemand et de la présence française. Les seuls bâtiments imposants restent ceux des Allemands. C'est le cas du bureau du Gouverneur, de sa maison et de la plupart des maisons éparpillées dans le quartier administratif.
À l'origine, la ville s'appelait Ndelbe ou Garoua. Elle appartenait aux Mboum, les autochtones. Les Foulbés sont venus grâce au djihad initié par Modibbo Adama qui reçut l'Étendard pour le djihad des mains du vénérable Ousman ɓii Fodoué (en Haoussa, Usman dan Fodio), alors empereur de l'Empire peul de Sokoto (Nord Nigeria). Le Premier Lamido de la ville fut Ardo Djobdi tout au début des années 1800. La ville fut rebaptisée Ngaoundéré, ce qui veut dire « Montagne au Nombril » en Mboum, langue locale. En effet, une anecdote veut que quand les soldats foulbés arrivèrent avec leurs chevaux et leurs turbans, les Mboum prirent peur et se réfugièrent auprès du mont qui surplombe la ville. Les Foulbés encerclèrent la montagne et en firent le siège, sachant que la faim ferait descendre les Mboum et qu'ils pourraient s'imposer sans heurts. C'est alors que, vers 15 heures, à la prière de Asr, lorsque les Foulbés enlevèrent leurs turbans, firent l'ablution et se prosternèrent pour prier, les Mboum furent pris de panique, croyant que les Foulbés s'apprêtaient à soulever la Montagne. Les Mboum se rendirent alors. Et c'est ainsi que la ville fut nommée Montagne au Nombril.

## Lamidat de Ngaoundéré

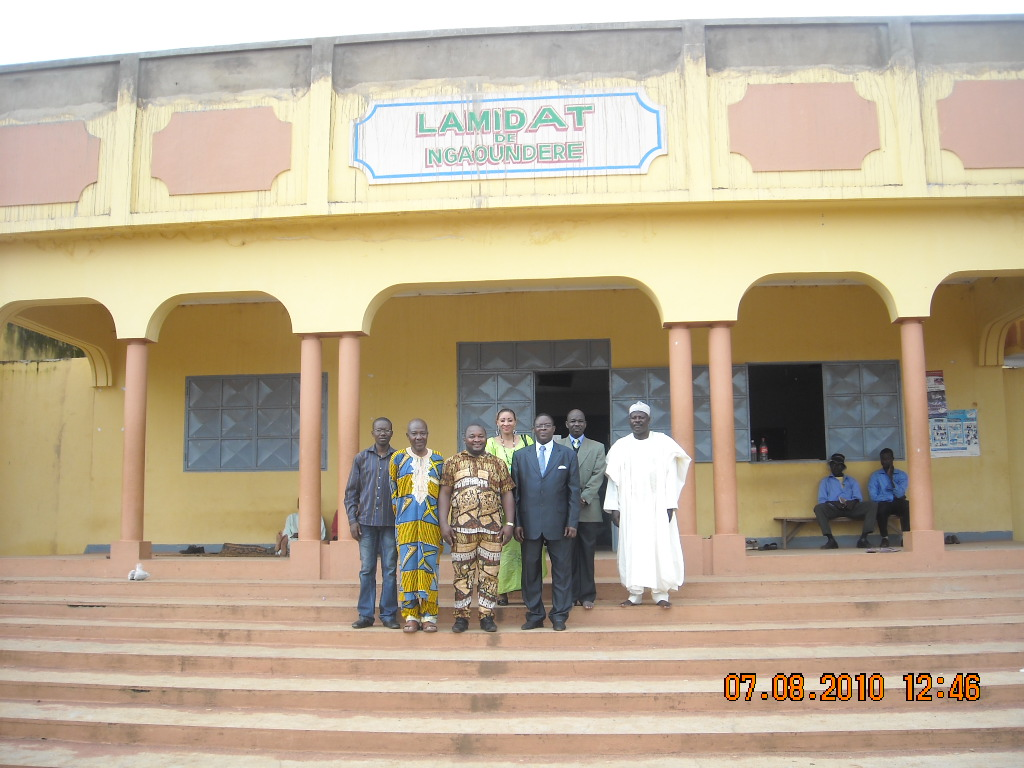
Lamidat de Ngaoundéré

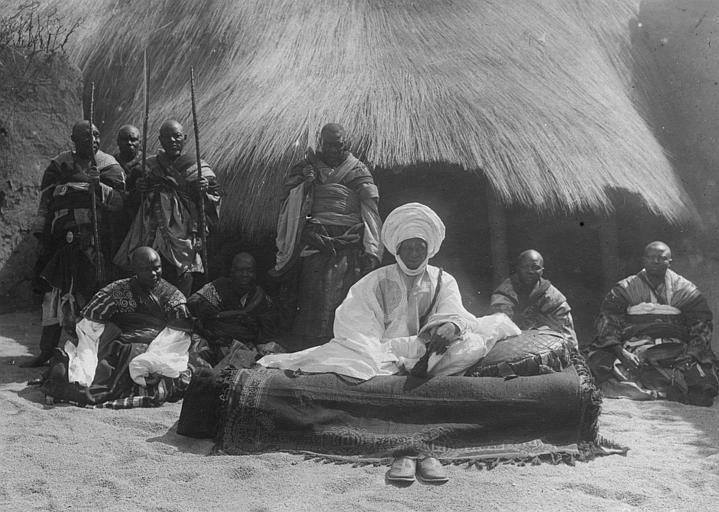
Lamido Issa Maïgari (vers 1917)

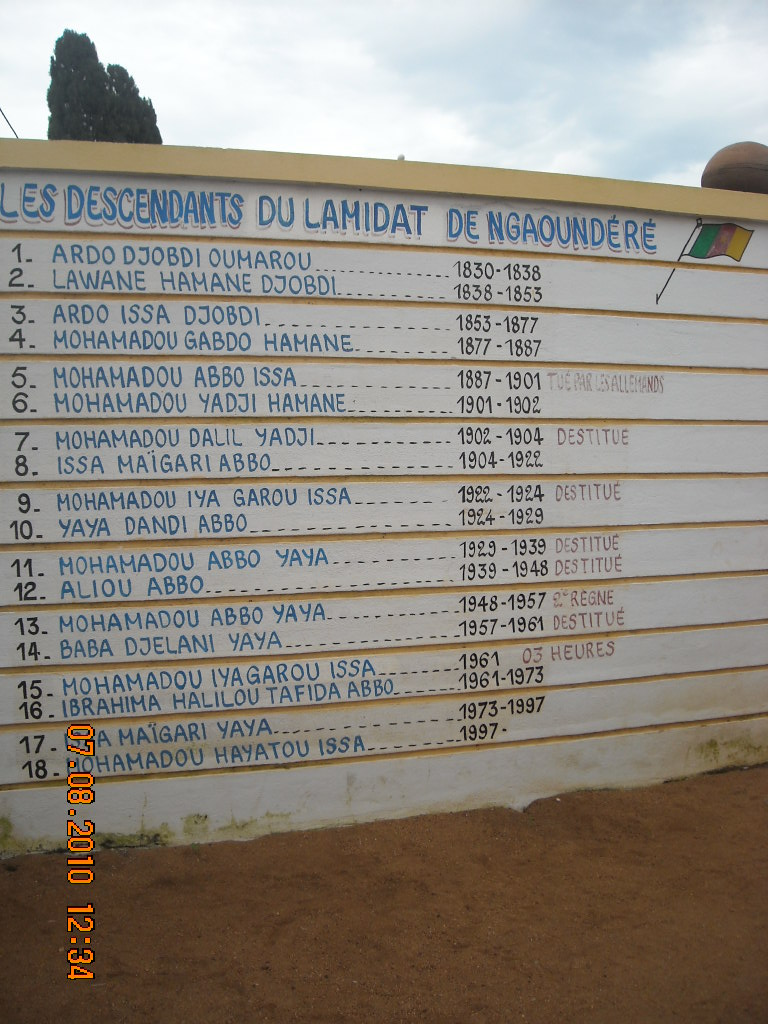
Lamibé de Ngaoundéré

La ville est traditionnellement organisée autour d'une chefferie peule appelée Lamidat. À sa tête se trouve un Laamiiɗo, chef spirituel et temporel. Toutes les chefferies ont généralement une grande mosquée à l'entrée de leur cour, signe d'un islam triomphateur. La plupart des laamiiɓe à Ngaoundéré sont des métis, Mboum et Peul, en hommage aux autochtones qui sont les Mboum et pour une meilleure cohésion avec les nouveaux venus, les Foulbé.
Lamibé du Lamidat de Ngaoundéré 
| Période     | Lamido                     | Prédécesseur      | Père              |                                          |
| ----------- | -------------------------- | ----------------- | ----------------- | ---------------------------------------- |
| 1836 - 1839 | Ardo Djobdi                |                   | Oumara            |                                          |
| 1839 - 1854 | Lawan Haman                | Ndjobdi           | Ndjobdi           |                                          |
| 1854 - 1878 | Ardo Issa                  | Lawan Haman       | Ndjobdi           |                                          |
| 1878 - 1887 | Ardo Haman (Mohaman Gabdo) | Lawan Haman       | Lawan Haman       |                                          |
| 1887 - 1901 | Mohamadou Abbo             | Ardo Haman        | Issa              |                                          |
| 1901- 1902  | Mohaman yadji (May)        | Mohamadou Abbo    | Lawan Haman       |                                          |
| 1902 - 1904 | Dalil                      | Mohaman yadji     | Mohaman yadji     |                                          |
| 1904 - 1922 | Issa Maïgari               | Dalil             | Abbo              |                                          |
| 1922-1924   | Mohaman Iyagarou           | Issa Maïgari      | Issa Maïgari      | Destitué                                 |
| 1924 - 1929 | Yaya Dandi                 | Mohaman Iyagarou  | Abbo              |                                          |
| 1929 - 1939 | Mohamadou Abbo             | Yaya Dandi        | Yaya Dandi        | Destitué et exilé à Tignère              |
| 1939 - 1948 | Aliou                      | Mohamadou Abbo    | Abbo              | Destitué et exilé à Galim-Tignère        |
| 1948 - 1957 | Mohamadou Abbo             | Aliou             | Yaya Dandi        | Décédé                                   |
| 1957 - 1961 | Baba Djeilani              | Mohamadou Abbo    | Yaya Dandi        | Destitué et placé en résidence à Tignère |
| 1961        | Iyagarou                   | Baba Djeilani     |                   | Décédé                                   |
| 1961 - 1973 | Tafida                     | Iyagarou          | Mohamadou Abbo    | Décédé                                   |
| 1973 - 1997 | Issa Maïgari Yaya          | Tafida            | yaya dandi        | Décédé                                   |
| 1997        | Mohamadou Hayatou          | Issa Maïgari Yaya | Issa Maïgari Yaya | Au pouvoir                               |

## Université
L'université de Ngaoundéré  a été fondée en 1993 dans le cadre d'une réforme universitaire. En 2007, on comptait environ 12 000 étudiants, et en 2008 ils étaient 15 500. Les effectifs ont rapidement augmenté ces dernières années et comptent aussi des étudiants tchadiens. On compte un peu plus de 25 000 étudiants pour l'année académique 2012-2013. Il est à noter qu'il existe aussi depuis 2009 une université à Maroua, ce qui porte à deux le nombre d'institutions universitaires publiques dans le grand nord Cameroun. Elle compte huit établissements, dont quatre grandes écoles et quatre facultés.
L'université de Ngaoundéré est l'une des plus éloignées de Yaoundé. Elle souffre de cette situation, notamment au niveau des infrastructures et du matériel, puisque sa bibliothèque est très peu fournie. Pour y remédier, les facultés s'organisent elles-mêmes, à l'instar de la Faculté des Sciences Juridiques et Politiques (FSJP) et la Faculté des Sciences Economiques et de Gestion (FSEG) qui ont créé leur propre centre de documentation destiné aux étudiants des second et troisième cycles.
L'université dispose d'une connexion Internet auprès d'un fournisseur d'accès local ; mais le réseau informatique n'est pas encore répandu dans tous les départements de l'institution. Afin de pallier ce déficit, l'institution achève de mettre sur pied (mai 2010) son centre de développement des technologies de l'information et de la communication (CDTIC) qui héberge entre autres :
- une radio
- un cyber-café
- une salle serveurs
- des salles de réunion
- des salles de formation
- un restaurant
- un service de reprographie
- un service de maintenance
- un service de développement
- le campus numérique francophone de Ngaoundéré

## Transports

### Routier
Les usagers peuvent rejoindre la capitale Yaoundé par la route, en passant par Meiganga, Garoua-Boulaï et Bertoua. Depuis 2007, une nouvelle route bitumée de 393 kilomètres relie Ngaoundéré au Tchad (Ngaoundéré-Touboro-Moundou).

Transport routier.
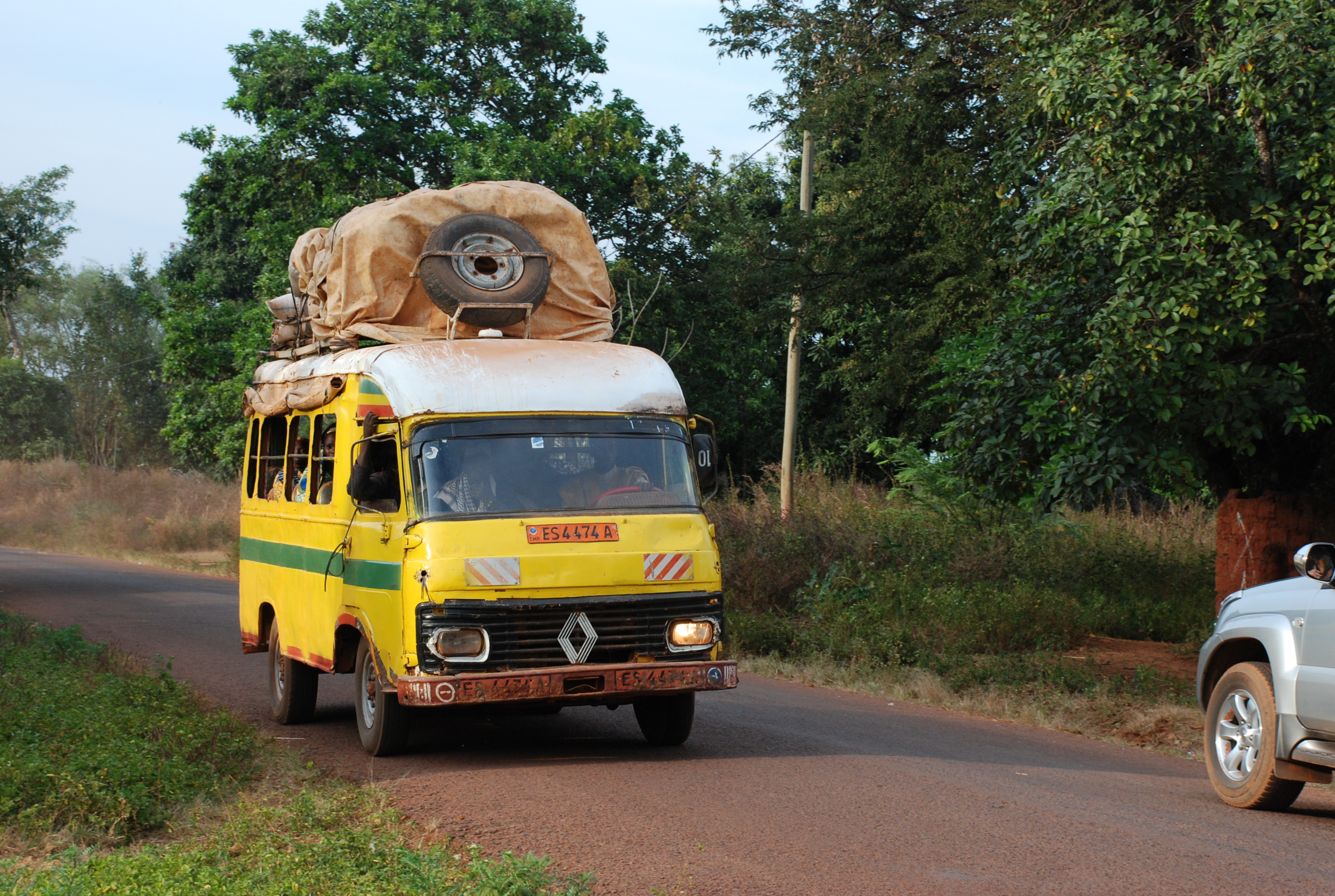
Véhicule de transport en commun.
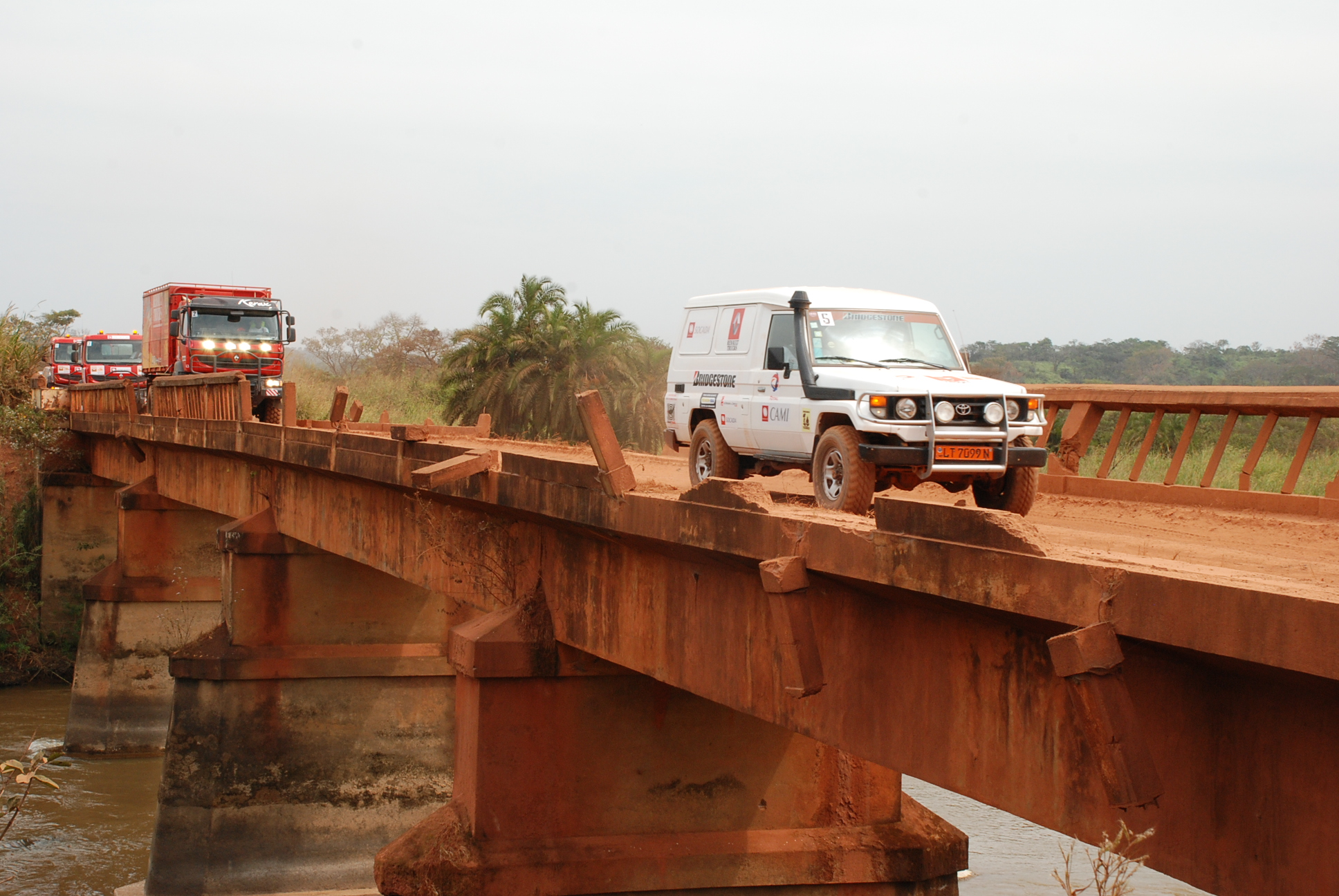
Traversée d'un pont.
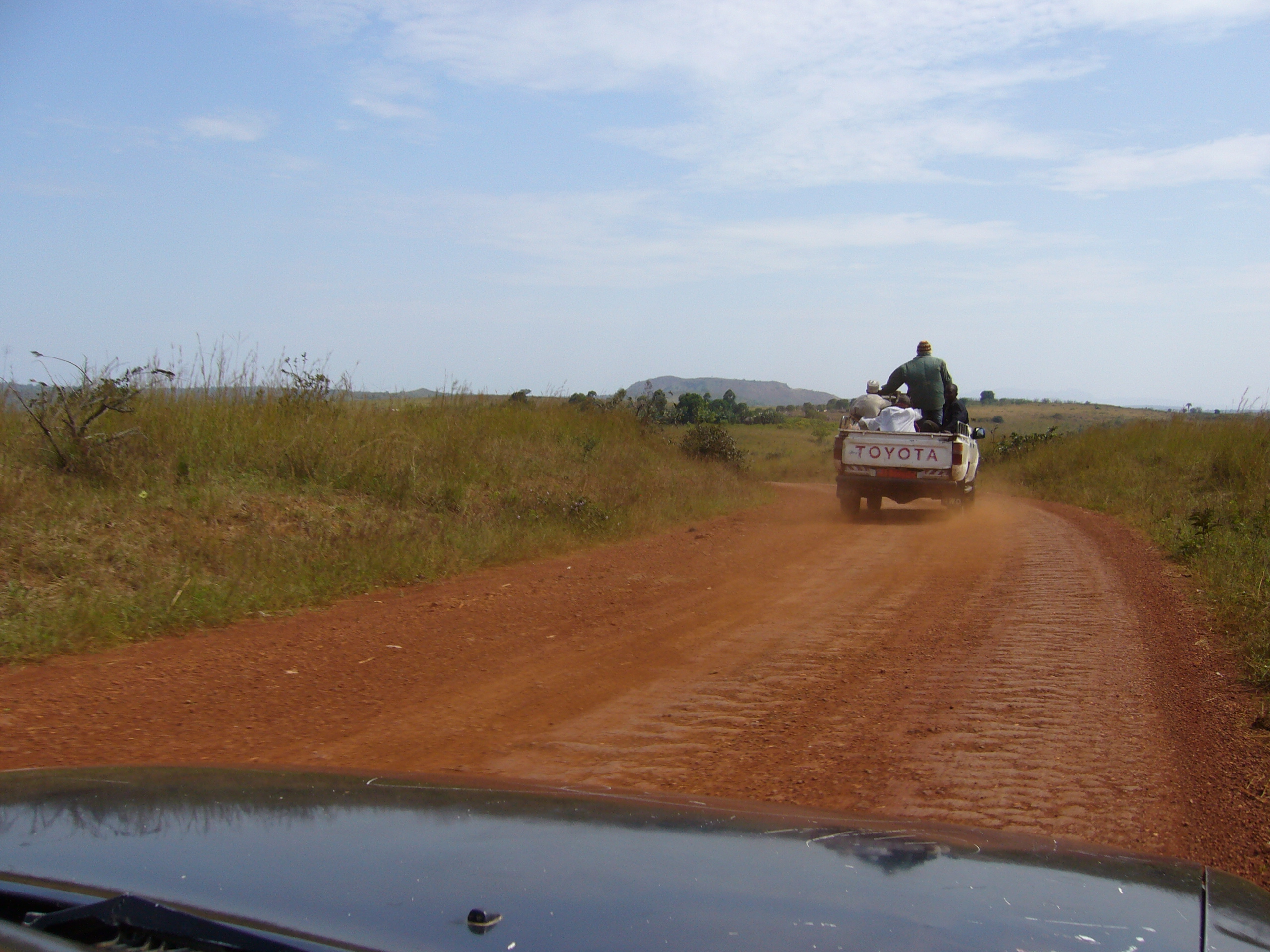
Piste de Ngaoundéré
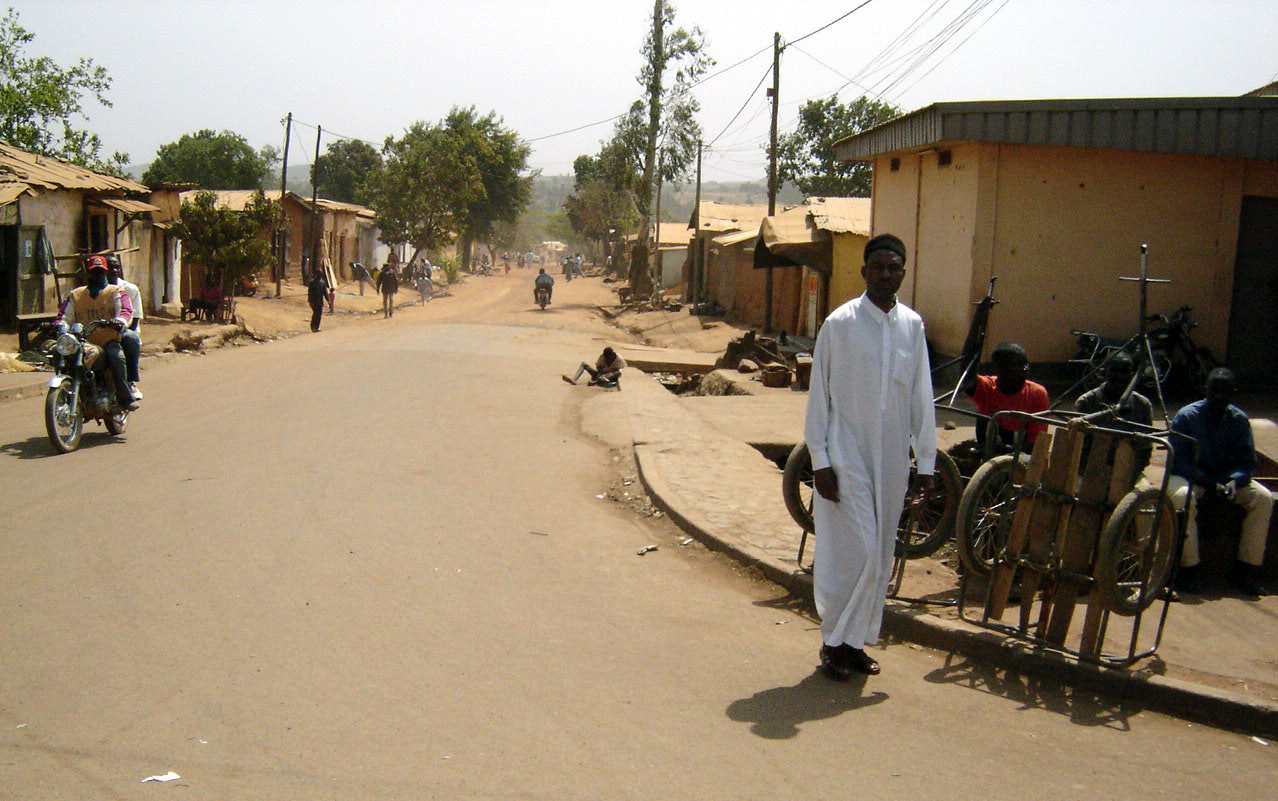
Rue de Ngaoundéré

### Aérien
L'aéroport, à vocation régionale, a accueilli des avions moyen courrier comme les Boeing 737. En 2012, il y a eu peu de trafic aérien commercial desservant Ngaoundéré.

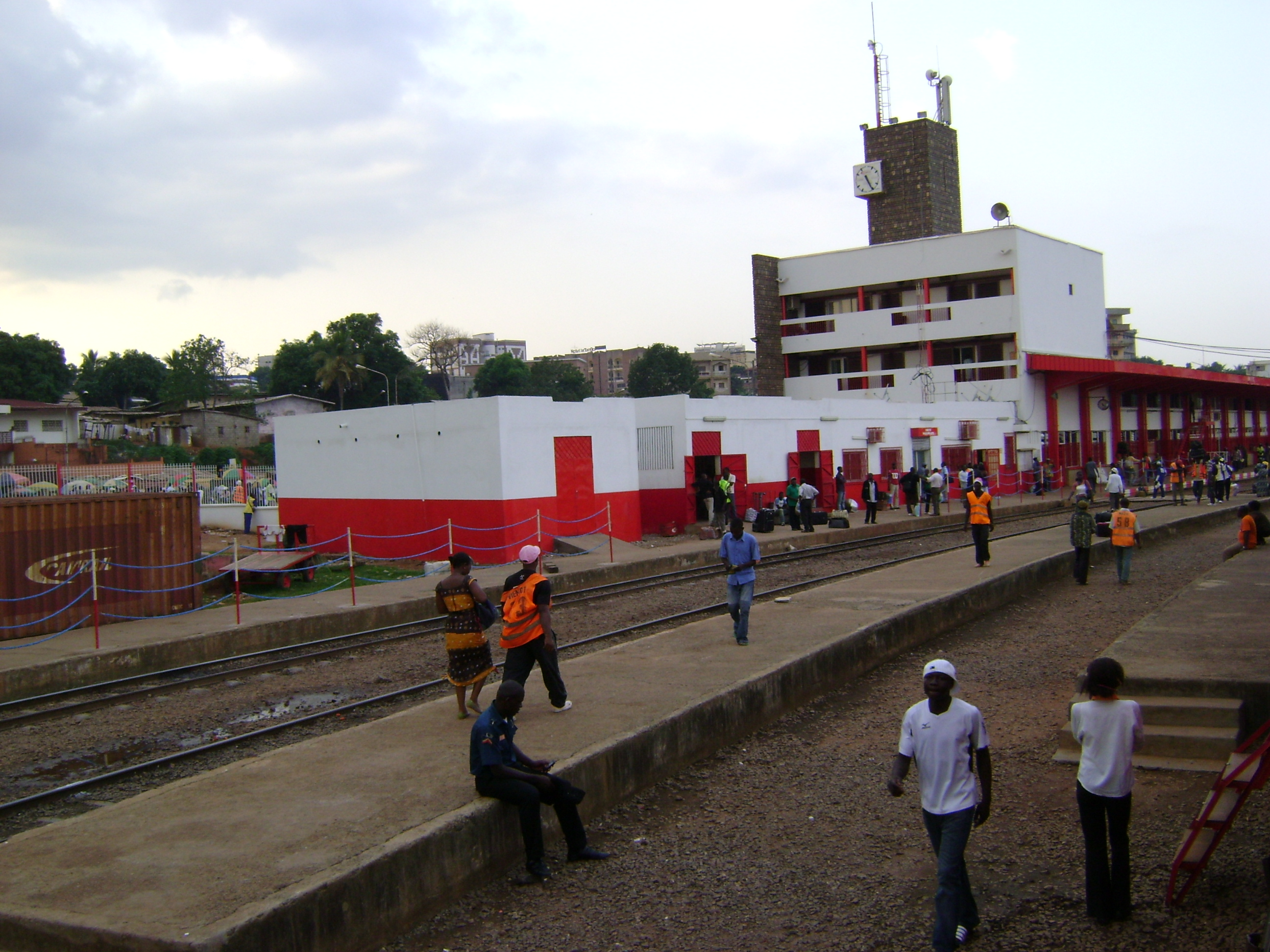
Gare centrale de Ngaoundéré (terminal de Yaoundé).

### Ferroviaire

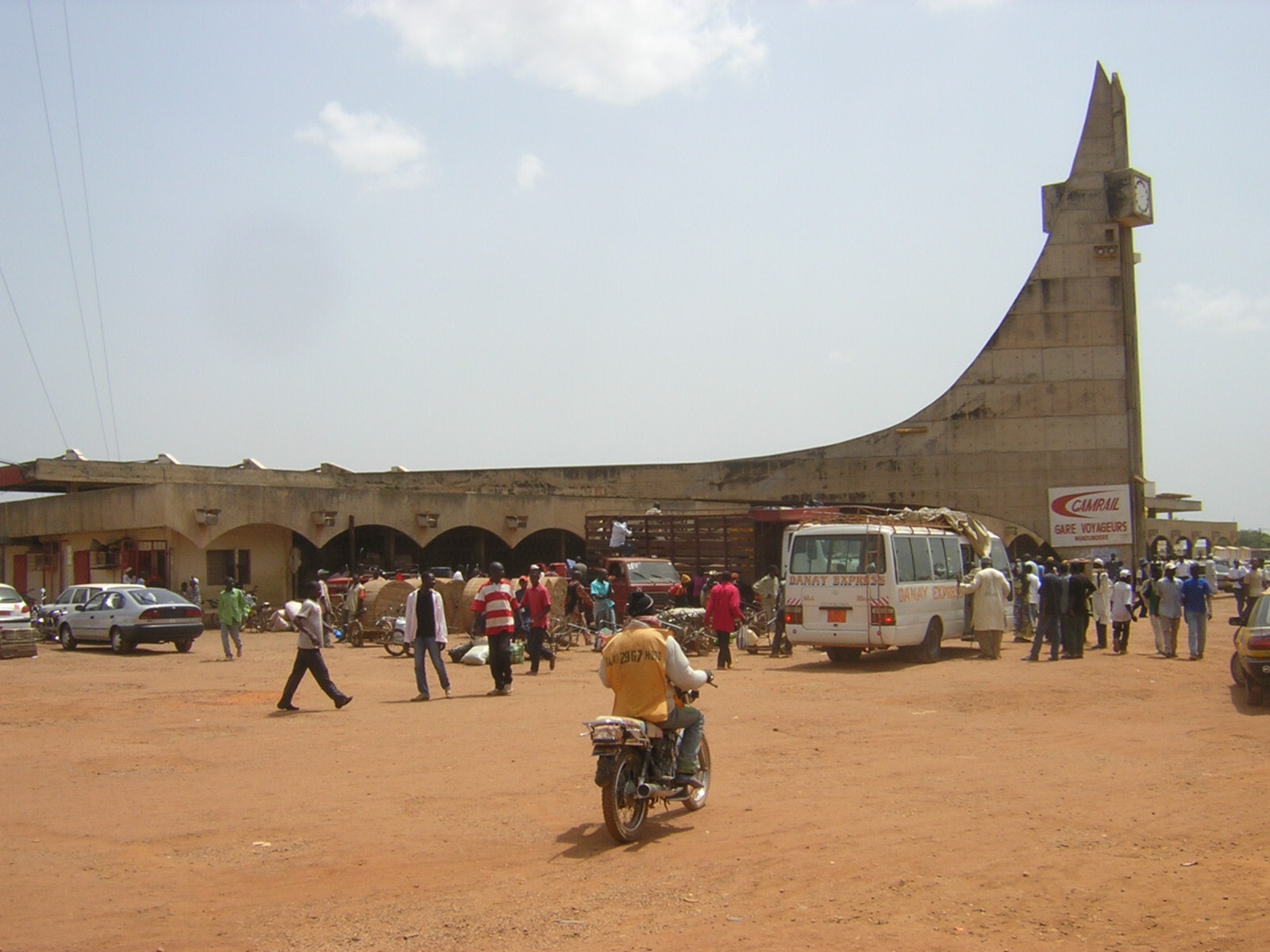
Gare ferroviaire de Ngaoundéré

À Ngaoundéré se trouve une importante gare, qui est aujourd'hui le terminus de la ligne Camrail Douala - Yaoundé - Ngaoundéré. Cette ligne, à voie métrique, est très utilisée pour le transport des marchandises, pour la desserte du Tchad via le port de Douala. Un train de voyageurs y circule, avec un départ chaque soir dans chaque sens, pour une durée de trajet de 13 à 15 heures. De nombreuses améliorations sont faites sur le réseau ferroviaire. Les trains sont plus réguliers et moins en retard.

## Élevage et agro-industrie
La région est caractérisée par un paysage de savane, peu peuplée.
Le bétail y transite pour alimenter les commerçants et les éleveurs qui pratiquent la transhumance. En saison sèche, le bétail quitte les hauteurs de l'Adamaoua pour rejoindre les basses terres. L'industrie laitière se développe, grâce à un projet établi avec le Canada en 1993. Jusque dans les années 1980-1990, le zébu Gudali était l'espèce bovine qui prédominait dans le secteur. Cela a eu pour effet de caractériser cette race de zébu par rapport à d'autres. La frontière naturelle de la falaise au nord de l'Adamaoua limitait la venue du nord par transhumance des zébus White Fulani et Red Fulani.
L'industrie Maïscam (farine et huile de maïs) y est prospère.

## Archéologie
Les environs de Ngaoundéré sont riches en sites archéologiques, témoins d'une occupation précédant la conquête de l'Islam, ou plus récemment d'avant la conquête coloniale. Plusieurs sites n'ont pas fait l'objet de fouilles archéologiques, mais dévoilent aux passants, souvent des touristes, des fragments de poteries à la surface du sol, ou des monticules vestiges de fossés de protection contre les hippopotames.
Le site de Mabimi (mot qui signifie « lac des hippopotames » en langue locale) n'a jamais fait l'objet de fouilles, mais on aperçoit à la surface du sol des traces de fourneaux, laissant envisager une période d'occupation où la fonte du métal était une activité importante du secteur. S'il semble aujourd'hui sans grande importance, il n'en est pas moins l'endroit le plus riche en matière d'archéométallurgie que l'on puisse trouver sur le plateau de l'Adamaoua.
Un autre site, à la limite nord de la ferme-modèle du projet laitier pilote, est témoin d'une occupation antique par les fragments qui affleurent. Mais l'érosion et le surpâturage risquent de détruire ces sites avant leur exploration.

## Religions
Les habitants de la ville se répartissent entre musulmans, catholiques, protestants luthériens et rarement de religion traditionnelle. La physionomie de la ville est marquée par de nombreuses mosquées.

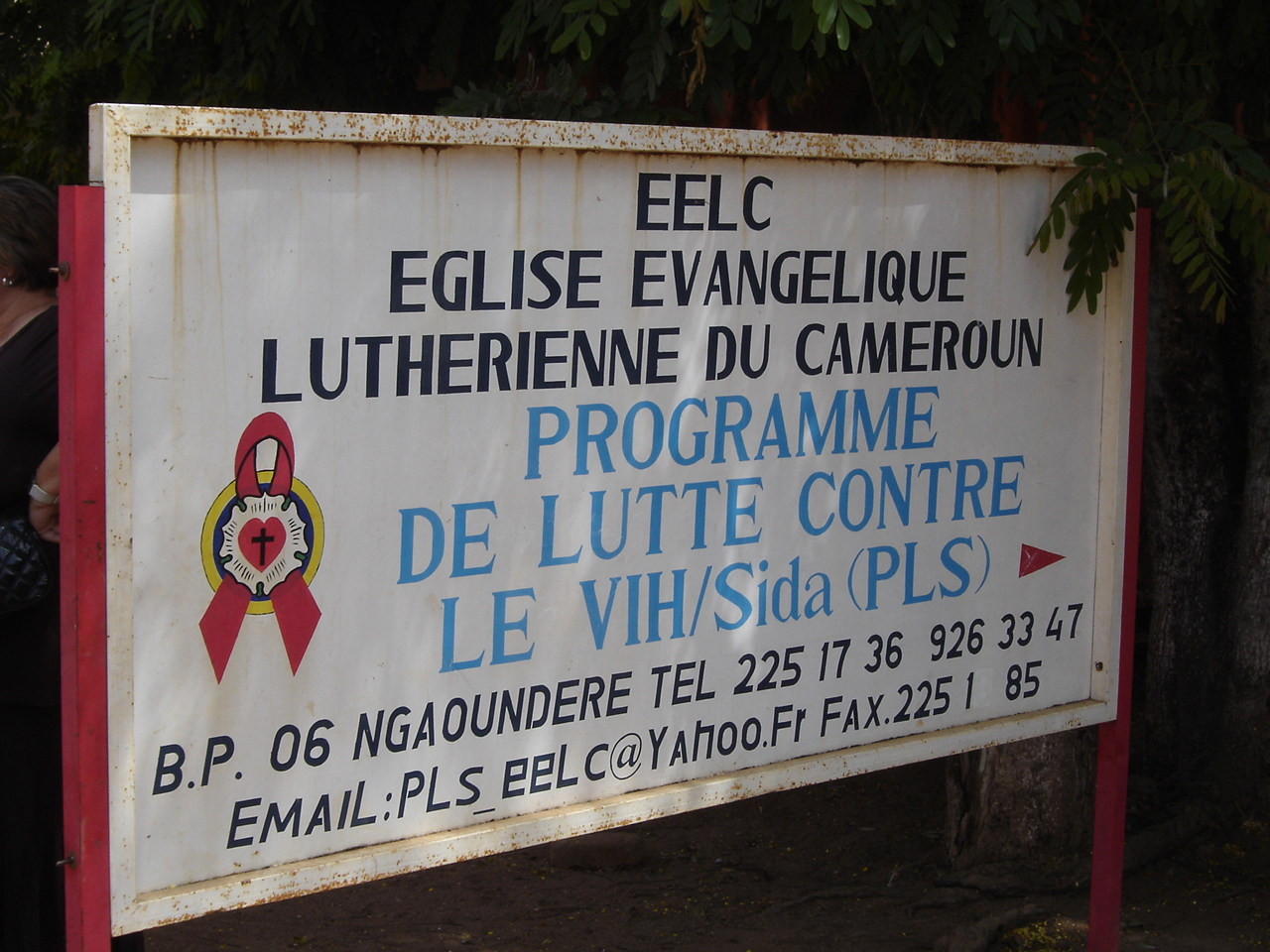
Eglise évangélique du Cameroun

Monseigneur Yves Plumey, assassiné le 3 septembre 1991, fut le "grand-papa" de tous les enfants de la ville, musulmans comme chrétiens. Sa tombe se trouve devant la cathédrale de la mission catholique de Ngaoundéré. La cathédrale Notre Dame des Apôtres est le siège du diocèse catholique de Ngaoundéré.

## Tourisme
Le bois de Mardock, le mont Ngaoundéré, la Falaise de Mbé, le lac Mbalang, Le lac Tizon, la chute de Tello, le village d'Idool, les chutes de la Vina sont quelques attractions touristiques de la ville 

## Personnalités liées à Ngaoundéré
- Jules Detouche (1908-1978), militaire français, Compagnon de la Libération, mort à Ngaoundéré
- René Philombé (1930-2001), écrivain et journaliste, né à Ngaoundéré
- Joseph Djida (1945-2015), évêque catholique, né à Ngaoundéré
- William Modibo (1979-), footballeur, né à Ngaoundéré
- Auriol Dongmo (1990-), athlète, née à Ngaoundéré
- Ndoumbe Ngaoundéré Oumar, Premier Maire noir dans le Nord Cameroun  en décembre 1959.
- Elhadj Mohamadou Abbo Ousmanou Opérateur économique,PDG du groupe AMAO

## Philatélie
En 1975, la République unie du Cameroun a émis un timbre de 45 F dédié à l'église catholique de Ngaoundéré. En 1985, l'hôtel de ville de Ngaoundéré a été reproduit sur un timbre de 60 F.

## Références

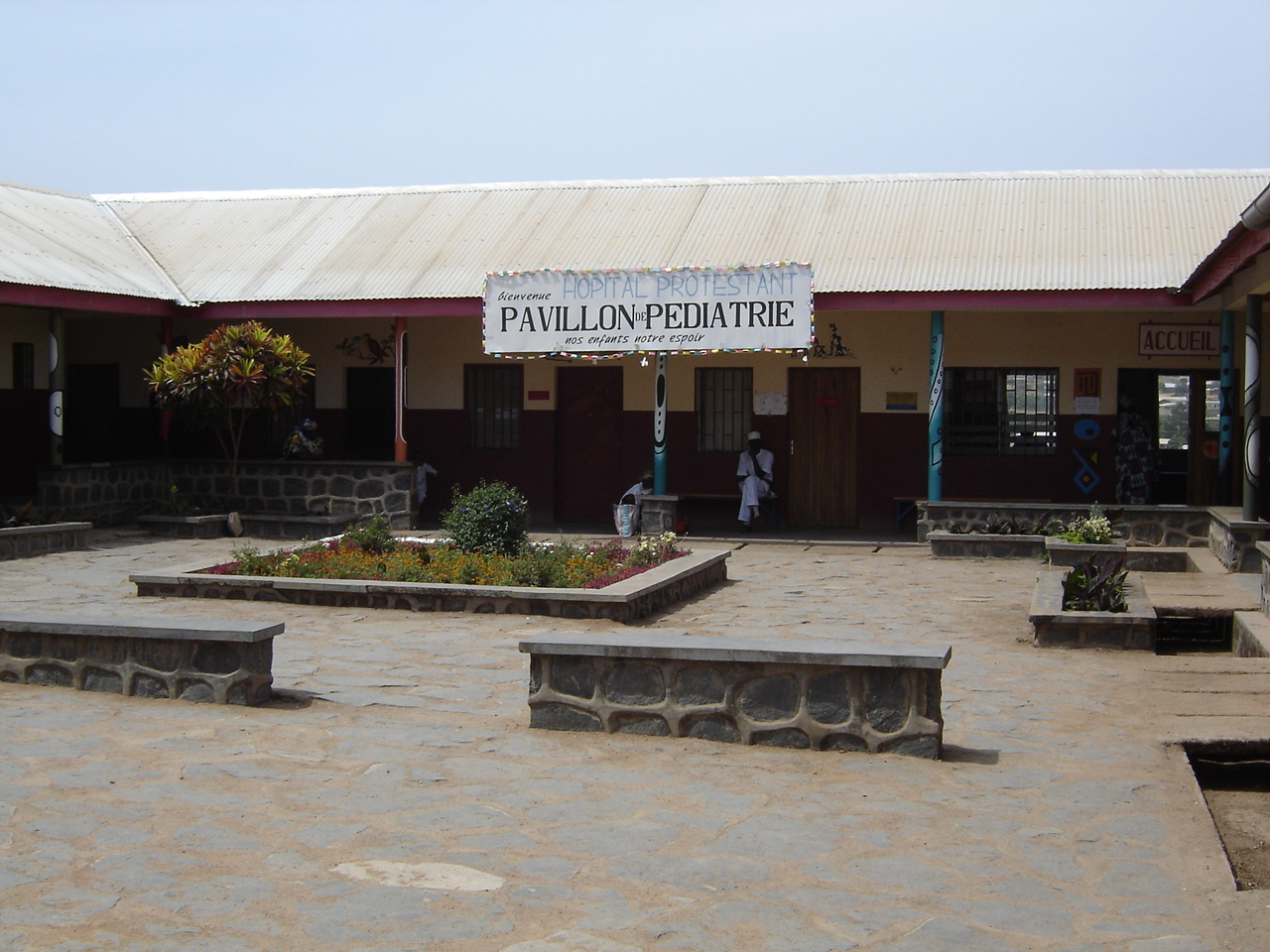
Hôpital de Ngaoundéré

#### NgaoundéréIer
- Ngaoundéré Ier, sur le site Communes et villes unies du Cameroun (CVUC)
- Plan communal de développement (PCD) de Ngaoundéré Ier, PNDP, novembre 2013, 253 p.

#### NgaoundéréII
- Ngaoundéré IIe, sur le site CVUC
- Plan communal de développement (PCD) de Ngaoundéré II, PNDP, novembre 2013, 232 p.

#### NgaoundéréIII
- Ngaoundéré IIIe, sur le site CVUC
- Plan communal de développement (PCD) de Ngaoundéré III, PNDP, novembre 2013, 249 p.